# Telodendro

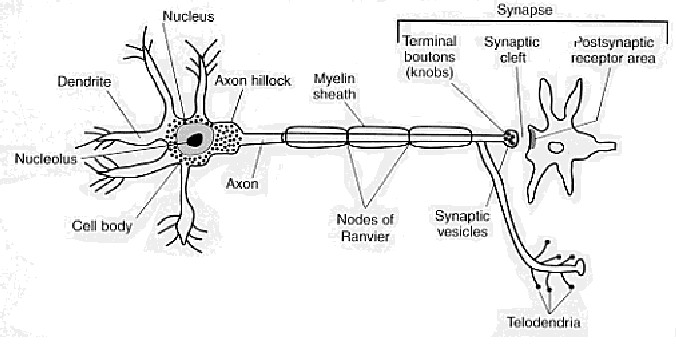
Neurónio com telodendros.

O Telodendro é uma ramificação terminal do axônio, onde o impulso passa de um neurônio para o outro, ou para outro órgão.